# フランシスコ・アントリネス
フランシスコ・アントリネス（Francisco Antolínez de Sarabia、1645年 – 1700年）はスペインの画家である。より有名な画家、ホセ・アントリネスの親族である。法律家として働きながら絵を描いたとされる。

## 略歴
セビリアの下級貴族の一族に生まれた。より有名な画家、ホセ・アントリネス(José Claudio Antolinez: 1635–1675)の弟であるという説と甥であるという説がある。ホセ・アントリネスに絵を学んだともされるが、セビリアで法律を学び、セルビアで活動した画家、バルトロメ・エステバン・ムリーリョ(1617-1682)に学び、ムリーリョに影響を受けたとされる。27歳になった1672年からホセ・アントリネスが活動するマドリードに移っている。現在アメリカのエルパソ美術館に収蔵されている『井戸端のヤコブとラケル』は1670年の作品とされている。マドリードで法律家として活動し、画家としても活動した。作品には1678年に描いたとされるセビリア大聖堂の「羊飼いたちの礼拝」などがある。

## 作品

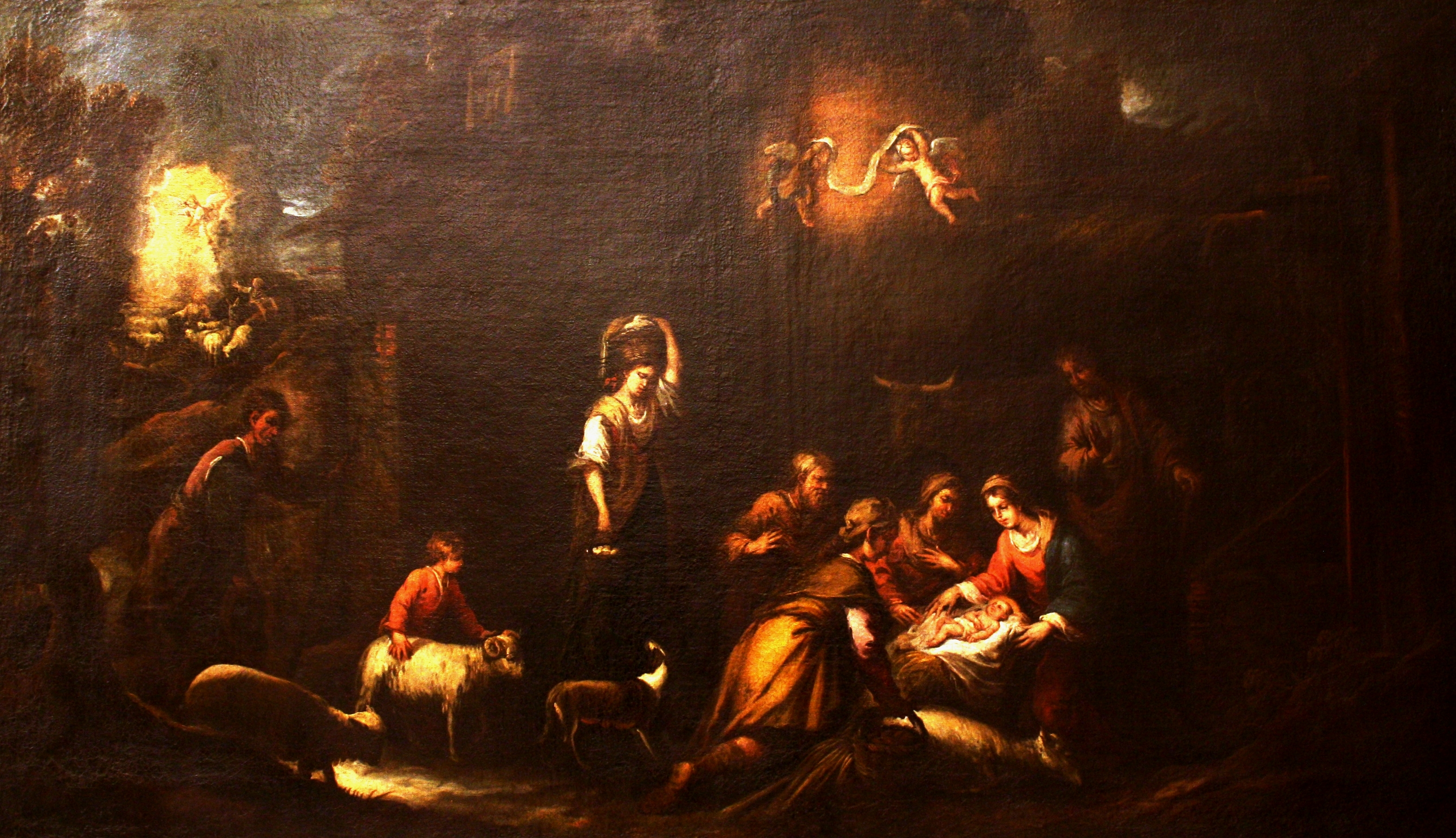
「羊飼いたちの礼拝」 セビリア大聖堂 蔵(1678)
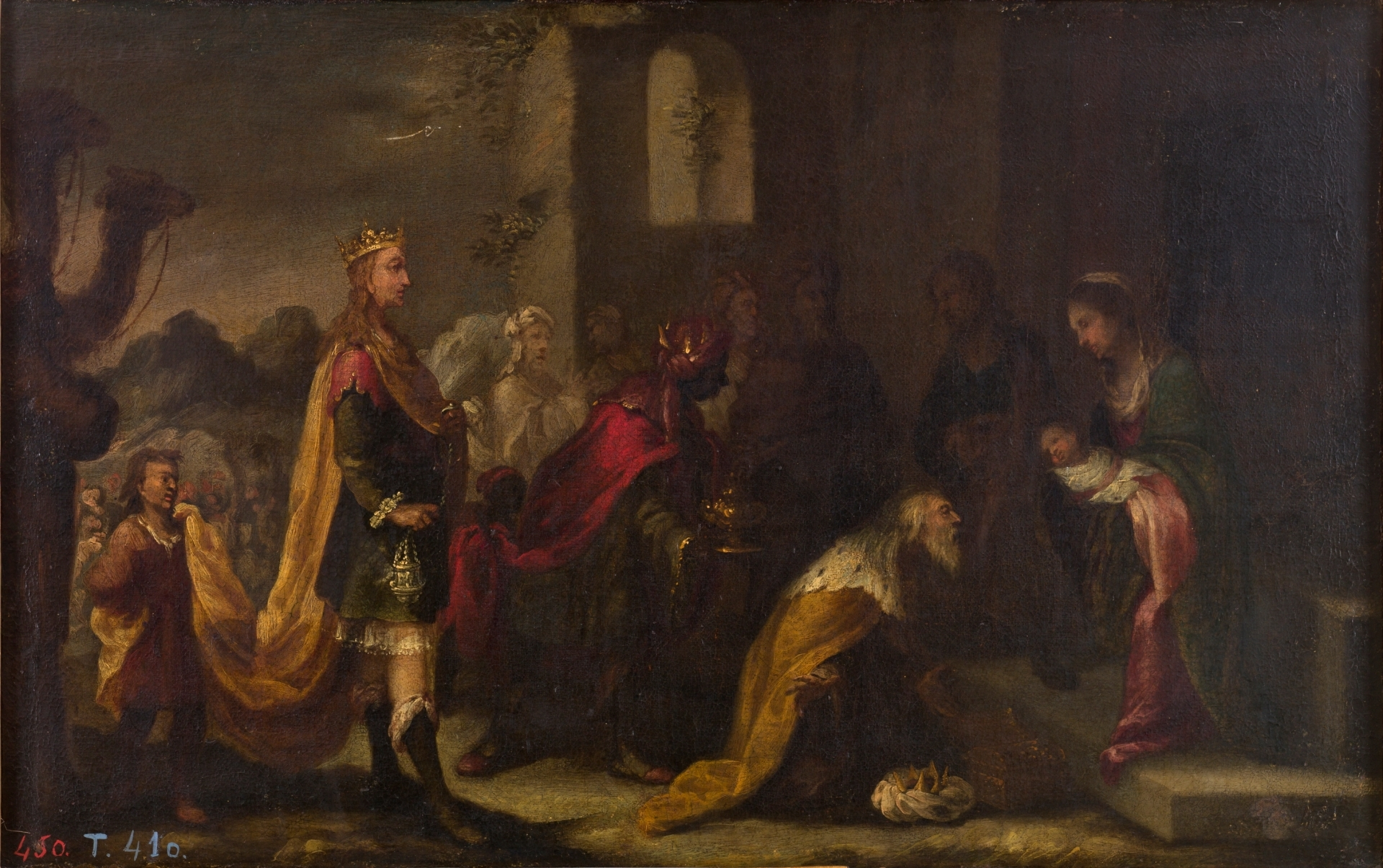
アントリネス作とされる「東方三博士の礼拝」 プラド美術館 蔵